# Въртеник
Въртеник или Вретеник или Ветерник (на гръцки: Βετέρνικο, Ветернико, или Βετεάρνικ, Ветеарник, или Βετέρνικ, Ветерник; на албански: Vreteniku) е бивше село в Егейска Македония, Гърция, разположено на територията на дем Нестрам (Несторио), област Западна Македония.

## География
Въртеник е разположено в северното подножие на планината Грамос, на левия бряг на река Бистрица (Белица). Южно от селото е въртенишкото ждрело Катафики, през което реката излиза от котловината на Грамоща в тази на Загар.

## История
В 1769 година албански банди разрушават седем села в областта – Грамоща, Линотопи, Въртеник, Пискохори, Лагор, Омотско и Загар.
В края на XIX век Ветерник е влашко село в Костурска каза на Османската империя. По време на Илинденско-Преображенското въстание във Ветерник влиза четатата на Коста Здрольов от Дъмбени, част от голямата чета на Васил Чекаларов и дава сражение на башибозука. Българската чета изгаря селото.
През Балканската война селото е окупирано от гръцки части и след Междусъюзническата война в 1913 година влиза в Гърция.